# Spinoparapachymorpha tetracantha
Spinoparapachymorpha tetracantha is wandelende tak uit de familie Phasmatidae. De wetenschappelijke naam van deze soort is voor het eerst voorgesteld als Parapachymorpha tetracantha door S. C. Chen en Y. H. He in een publicatie uit 2001.
De soort komt voor in Zuid-China.